# 鞍海战役
鞍海战役是1946年5月下旬东北民主联军在沈大铁路沿线发动的一场进攻战役。

## 背景与布署
1946年5月3日，辽东军区司令员萧华致电中央军委；第三纵队调四平参加四平保卫战后，南满兵力太弱，接到死守本溪的指示太晚，本溪新老城区南北长20余里，附近山石坚硬，来不及修筑坚固工事和储备充足的粮食弹药，在敌人兵力占绝对优势的情况下，不宜死守城市；为避免被动，保存军力，求得在运动中消灭敌人有生力量，建议放弃本溪。中央军委当即批准了这一建议。5月4日凌晨辽东党政军各单位开始撤出本溪，第三次本溪保卫战结束，共歼敌2000余人。5月6日中央军委电示：本溪虽失，你们牵制敌人甚多，这就是胜利，望鼓励各旅继续于本溪周围阻击敌人。第四纵队退至连山关一带与驻本溪的国军对峙。
1946年5月中旬，新六军从本溪前线调到四平战场，国军取得第二次四平战役优势后，5月18日进占四平街，随后以主力向北追击撤退的共军，进占长春市、吉林市等地。
毛泽东急电辽东军区，要求乘南满空虚发起攻势，把北满的国军拉回到南满来。当时南满国军只有3个师分散守备在沈大铁路沈阳至营口沿线的主要城镇，其中敌五十二军第2师驻辽阳，第六十军第184师驻守鞍山至营口一线，师部率第552团驻海城，第551团驻鞍山，第550团驻大石桥，第550团第一营守营口。5月15日辽东军区决定，乘南满之敌兵力分散薄弱之际，消灭敌第184师。决定由第四纵队副司令韩先楚、副政委欧阳文、参谋长李福泽统一指挥此战役各部队。当时四纵司令员吴克华已升任辽东军区参谋长，四纵第一副司令员胡奇才因病去大连治疗，均不在前线。韩先楚提出：“从敌人的防御情况看，鞍山防区较大，兵力布置捉襟见肘，易于突破，所以应先从鞍山开刀，消灭鞍山守军之后，再转兵向南一口一口地吃掉海城、大石桥、营口守军。这样打回旋余地较大，争取全胜更有把握，即便敌人从北满抽兵南援，也可以节节阻击，争取时间逐次歼灭海城等地之敌。”

## 战役经过
辽东军区司令员程世才、政治委员萧华令第四纵队副司令员韩先楚指挥第10旅、第11旅和纵队炮兵团（原为辽东军区炮兵团，下放编入四纵）及辽宁保安第1旅的保安第2、第3团。四纵第12旅仍在连山关正面驻防。1946年4月才由辽东军区炮兵团和四纵炮兵营合编的四纵炮团只有4个炮兵连、1个观通连、1个警卫连共6个连,加上团直共800余人、骡马200余匹，火炮计有一四式野炮6门，三八野炮1门，一三式山炮2门，另4门九八高射机关炮，13毫米高射机关枪5挺，总计火炮(枪)18门(挺)，弹药山野炮弹900余发,高炮(枪)弹药2000余发。实际参战的炮兵为第一连的一四式野炮6门、第四连的4门高射机关炮。炮团其他炮连在连山关待命。另有第10师山炮营参战。
5月23日黄昏参战部队趁夜出发。184师551团据守鞍山的部署是：团部驻铁路东伪市公署大楼，1营守备市公署以南地区并以神社山为要点，2营守备市公署以北地区，兵力配备炼钢厂、市女子中学及西山炉山两高地，警察大队驻铁路西乐天池，3营驻鞍山东唐家房身一带。鞍山地区开阔，以一团兵力固守捉襟见肘，总配备上外严内松。韩先楚副司令决心集中优势兵力迅速解决鞍山，具体部署为在8个团总兵力中以4个团布防于鞍山南北打援，以4个团4倍于敌的兵力先行扫清鞍山外围再向市内攻击。5月24日凌晨4时发起进攻鞍山战斗，第32团、第28团、第10旅警卫营分别攻占外围的七岭子村、唐家房和下石桥等据点，歼灭第551团第二营，兵临鞍山城下。5月25日5时30分，第10旅第29团及保安第2团向市区发起攻击，第29团第三营、第一营分别攻占神社山、对臼山和对炉山等要点，向南直插市中心；保安二团一部于下午3时肃清铁西市区守敌，另一部逐步向东压缩，顺利攻占炼钢厂。战至当日黄昏，攻占保安司令部大楼、市公署、女子中学等，全歼守军第六十军第184师第551团，团长张秉昌带少数人逃脱，据守女中的第二营马营长率领350余人投诚。与此同时，辽阳守军第五十二军第2师曾出动1个营向鞍山增援，被第11旅击退。海城第184师也曾派出1个营北上增援，被第10旅第30团和保安3团击溃于鞍山以南大甘泉堡一带。5月26日，萧华和辽东军区决定：以一部兵力坚决阻击南援之敌，四纵主力继续南进夺取海城。第四纵队第11旅留守鞍山，阻击杜聿明从北线急调南下的援军；第四纵队主力南下转战。
5月27日第四纵队主力逼近海城外围。5月28日黄昏，四纵十师向海城发起攻击：
- 第10旅28团负责夺取海城东主要屏障玉皇山，而后由城东、东南向城内突击。28日入夜，第2营进攻玉皇山，在连续炸毁2座地堡后，攻占了玉皇山第一个小山头，随后转入逐堡争夺的激烈战斗，攻击进展缓慢。28日22时，第3营占领了玉皇山下的师范学校。
- 第10旅30团负责攻占城北2.5公里处的双山子高地。28日19时攻占。
- 保安第3团由教军场一带进至海城南葫芦山谷，阻击大石桥增援之敌，并切断海城守敌南逃之路；
- 四纵炮兵团在榆树园子以北高地占领发射阵地；
- 第10旅29团为预备队。

5月29日，第30团向城北发展进攻，第29团占领教军场后向城东发展进攻，第28团2营也加强了对玉皇山的攻势，当日傍晚拿下玉皇山，第28团一营突入海城东门。同时开展政治攻势。在鞍山被俘的第551团的3位士兵给守军第184师师长潘朔端送来了黄埔四期同班同学林彪的亲笔信，潘找副师长郑祖志、参谋长马逸飞、第552团团长魏瑛开会，决定起义投共。潘朔端亲写了封短信：“民主联军第四纵队司令勋鉴：贵军倡导民主，实为潮流所需，我滇军健儿，远涉数千里，为黩武者牺牲毫无价值。贵军如能谅解，愿步高树勋将军后尘。潘朔端”，派人送出城。5月30日晨，诱捕了海城的东北保安司令长官部派来的2名少将参军，以及谍报组、交警总队的军官和骨干50余人后，潘朔端率师部、第552团起义，撤出海城，由四纵第28团护送进入岫岩的解放区析木城，改编为中国民主同盟军第一军，潘朔端任军长。6月6日滇军前辈朱德总司令致电慰勉：“揭和平之义旗，张滇军之荣誉”。潘朔端在东北民主联军最为危急的历史时期起义投共，获得了充分信任，此后历任师长、昆明市长等实职。
随后，第四纵队第10旅第30团、纵队炮兵团和保安第2团进逼大石桥，第184师参谋长马逸飞持辽东军区司令员萧华的信和潘朔端的亲笔信，命令守军第551团团长杨朝纶放下武器。谈判两天，杨朝纶只谈不降，因其已接到代理师长的命令，故拖延待援。援敌步步进逼。6月2日黄昏，共军向大石桥发起进攻。保安三团攻占大石桥东北的岳州北山，附近朝阳山守军退缩大石桥镇内；第十旅三十团在纵队炮火掩护下强攻盘龙山，3日凌晨攻克地。守军第184师第550团弃城向营口方向撤逃，6月2日被我保安第3团在西北甸子、石灰窑子、小桥子一带堵主，战至上午10时许，第550团团部及第二、第三营全部被歼，团长杨朝纶被俘。四纵炮团的高射机关炮第4连击坠一架野马式战斗轰炸机。与此同时，由北满南下增援的新一军主力陆续到达辽阳，与第182师会合后继续南下。四纵第11旅与辽南第一军分区保安2团，在鞍山以南唐家房申、汤岗子一线准备阻击南援之敌。6月1日四纵第十旅二十九团、第十二旅三十六团在汤岗子南附马营、向阳寨一带，节节消耗迟滞南援之敌。

## 结局和影响
东北保安司令长官部从进攻北满的部队中急调第九十三军暂编第20师、新一军新编第30师和新编第38师、第六十军第182师（欠1个团）约4个师兵力驰援。第五十二军第75团、第583团及第4团第一营也从辽阳就近支援。第四纵队原计划夺取大石桥后再攻营口。但此时增援之第九十三军暂编第20师已达营口，新一军主力及曾泽生亲率的第182师也逼近海城。6月4日辽东军区各部队撤出战斗。6月9日国军重占鞍山、海城、大石桥，但已无力向北满进攻，国共达成东北局部停战令。
鞍海战役全歼第184师，毙伤1200人，俘团长以下2100余人，争取2712人起义。缴获野山炮6门、迫击炮15门、六0炮22门、一批轻重步马枪。实现了东北战场“南拉北打”的战略目的，稳定了战局。5月29日，中共中央和毛泽东致电表扬“鞍山战斗打得好。”辽东军区分别授予第10旅第29、第28、第30团以“鞍山团”、“海城团”、“大石桥团”荣誉称号。